# Porta Nuova (Palerme)
La Porta Nuova, adjacente au Palais des  Normands, est depuis des siècles l'accès terrestre le plus important à Palerme,,.
Le Corso Vittorio Emanuele, ou Cassaro, l'artère principale de la ville, et le Corso Calatafimi, la route de Monreale, en partent.

## Histoire
Tommaso Fazello documente l'ouverture de la porte primitive en 1460 appelée Porta dell'Aquila  et la fermeture simultanée d'une porte d'accès insérée dans les murs au sud.
Constitué d'un seul ordre de colonnes et de corniches, le 13 septembre 1535, en provenance de Monreale, l'empereur Charles Quint entra au retour de la conquête de Tunis,.
Pour la fin de la peste en 1575, une image de la Vierge Immaculée a été apposée et l'inscription: 
La Porta Nuova a été commandée en 1583 par le vice-roi Marcantonio Colonna , pour célébrer la victoire sur les armées turques et commémorer les triomphes du souverain. Bien que le Sénat de la ville ait imposé le nom de Porta Autricheaca, alors que certains documentaires font référence à la Porta Imperiale, les habitants de Palerme ont continué d'appeler le passage monumental Porta Nuova. En 1578, le vice-roi perpétua l'existence d'un couloir sud surélevé communiquant avec le Palais Royal  retraçant probablement la partie initiale à travers le Galca du chemin primitif de la Route Couverte.
Le bâtiment a subi une destruction presque totale le 20 décembre 1667 , lorsque les dépôts de poudre à canon ont explosé en raison de la foudre d'un orage. En 1669, l'architecte Gaspare Guercio  l'a reconstruit complètement et songe à couronner le bâtiment d'un revêtement pyramidal recouvert de carreaux de faïence polychrome avec des images d'aigles à ailes déployées.
Les inscriptions de 1668 récitent des dispositions et des compensations faites par le vice-roi de Sicile Francesco Fernandez de La Cueva, duc d'Alburquerque. Le tremblement de terre du 16 juin 1686  a causé des dommages à l'édifice.
Jusqu'à la restauration effectuée en 1825, une fresque représentant la Bienheureuse Vierge Marie entourée d'anges est documentée, représentée avec Sant'Agata, Sant'Agatone, San Michele Arcangelo, une œuvre créée par Pietro Novelli sur le mur intérieur de S - W.
Depuis 1870, il fait partie du complexe du quartier militaire de Palerme.
En septembre 2015, les travaux de restauration et de sécurité du monument ont été achevés.

## Galerie d'images

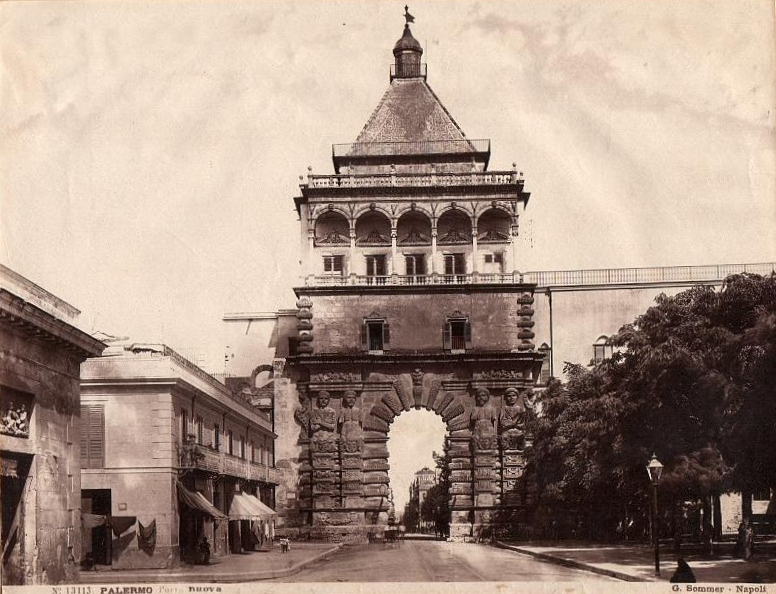
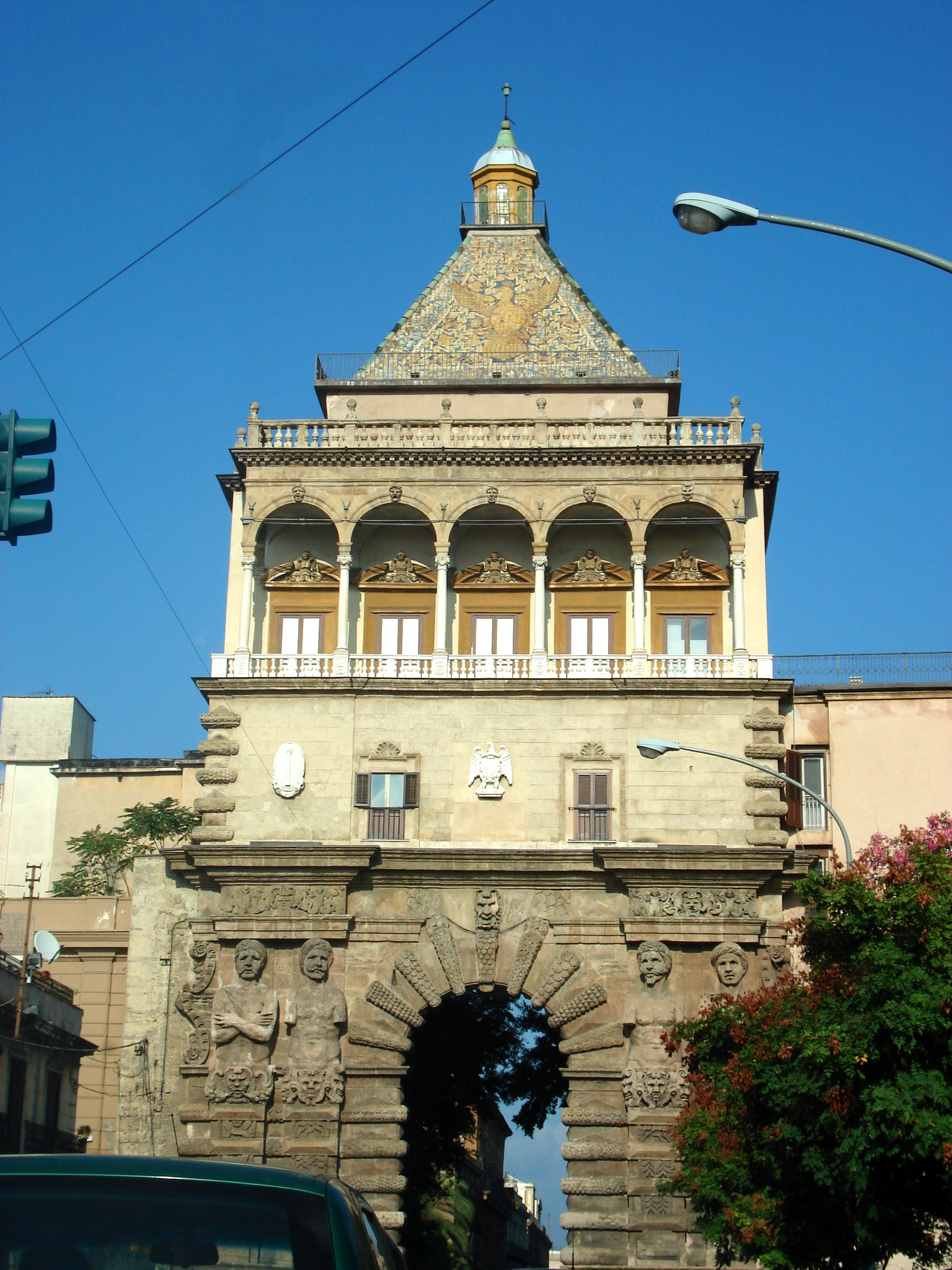
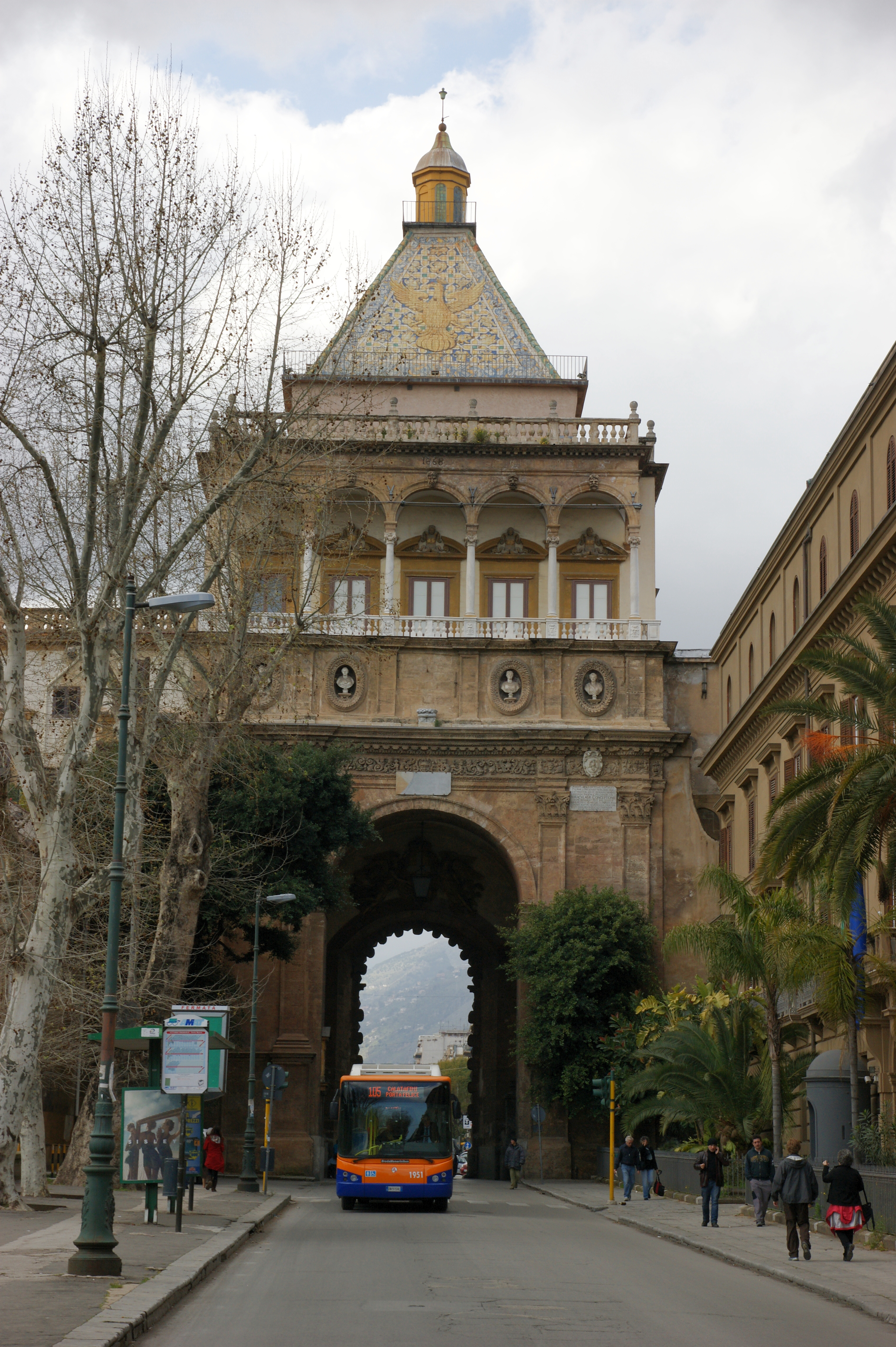
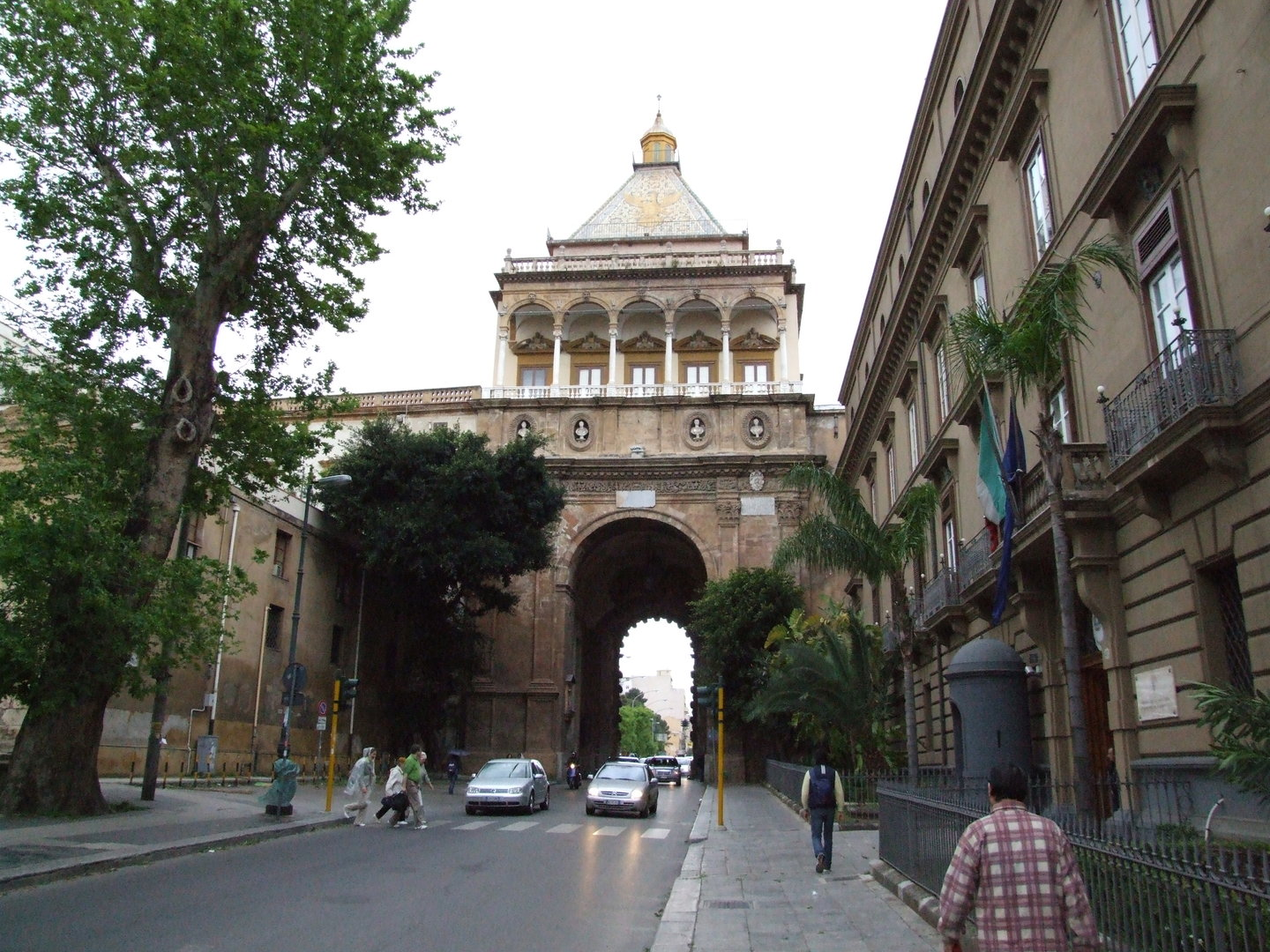